# Else Marie Tveit Rødby

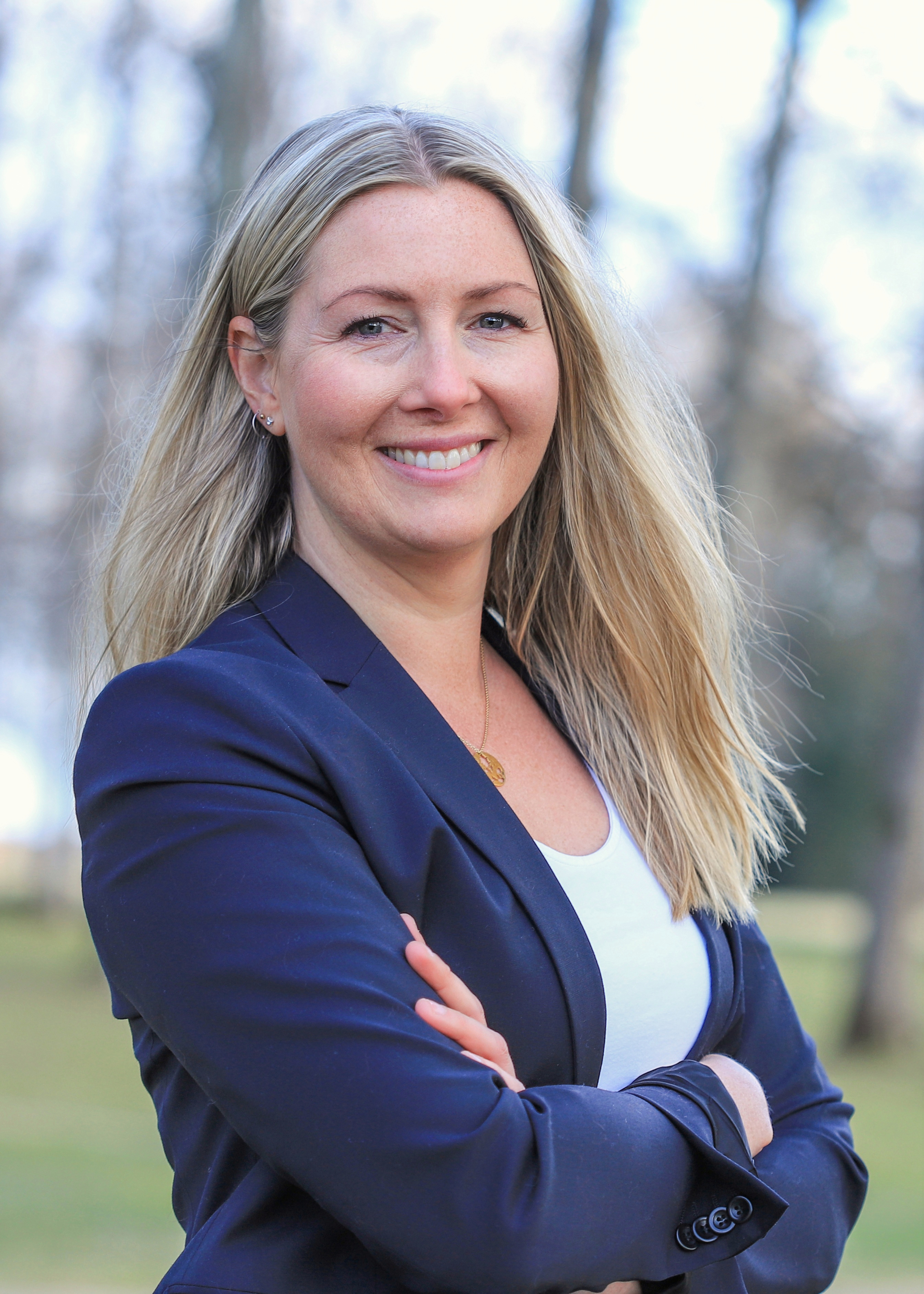
Else Marie Tveit Rødby em 2021.

Else Marie Tveit Rødby (nascida em 26 de maio de 1982) é uma política norueguesa.
Ela foi eleita representante para o Storting pelo distrito eleitoral de Akershus para o período de 2021–2025 pelo Partido do Centro.
Rødby formou-se em jurisprudência pela Universidade de Oslo e também é agricultora.